# Ogniwo paliwowe zasilane bezpośrednio metanolem

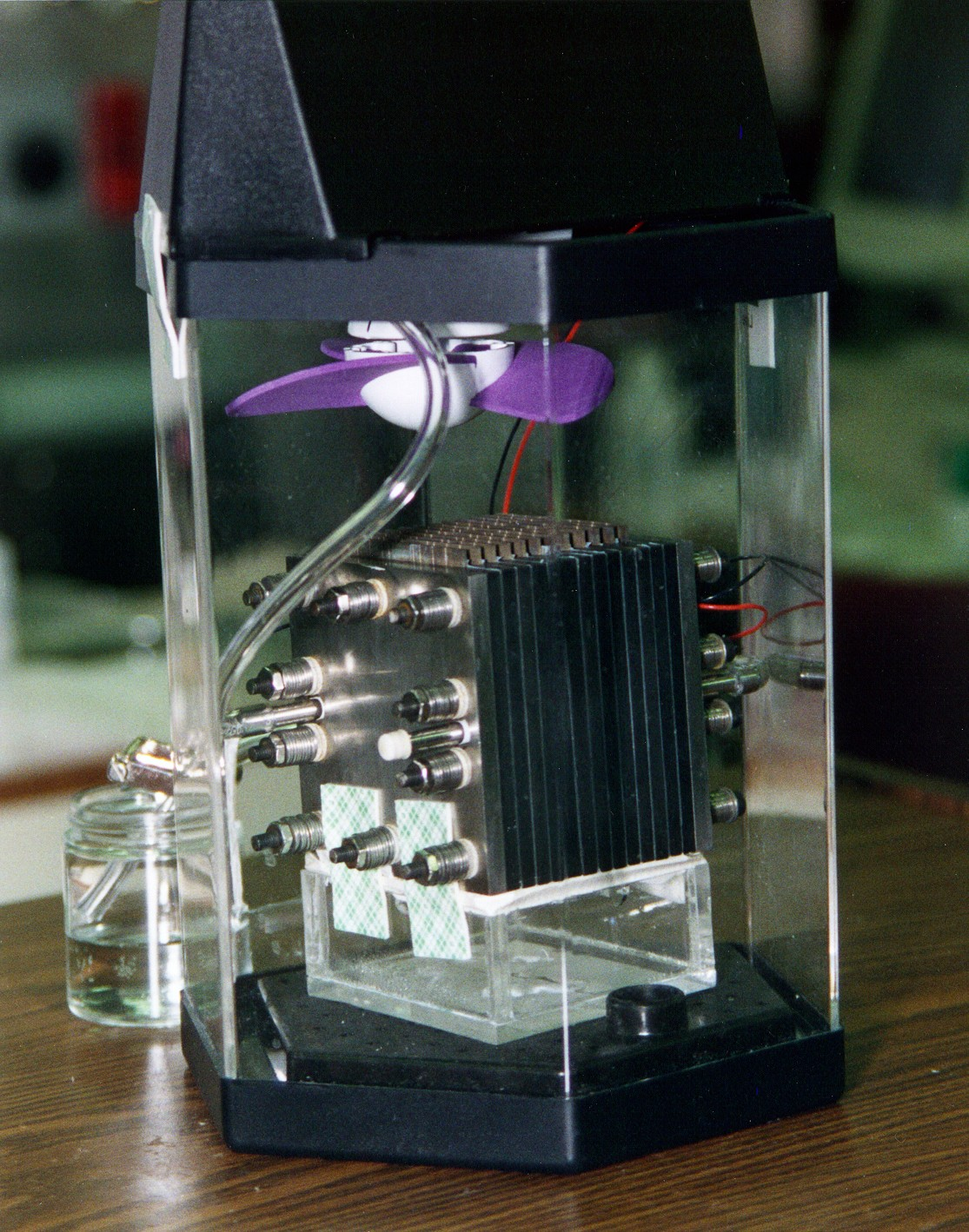
Ogniwo paliwowe zasilane bezpośrednio metanolem

Ogniwo paliwowe zasilane bezpośrednio metanolem (DMFC, z ang. Direct-Methanol Fuel Cell) – rodzaj ogniwa paliwowego, w którym metanol jest dostarczany bezpośrednio do ogniwa (w przeciwieństwie do ogniw RMFC, w których z metanolu najpierw wytwarzany jest wodór w procesie reformingu parowego).
Ogniwa zasilane metanolem są to zmodyfikowane ogniwa polimerowe (PEMFC).
Przy obecnym rozwoju technologii, ogniwa zasilane bezpośrednio metanolem mogą produkować ograniczone moce, ale zapewniają wyższą gęstość energii niż np. wodór, co czyni je użytecznymi do zasilania przenośnych urządzeń elektronicznych.

## Budowa i zasada działania
Jako membranę w ogniwie DMFC stosuje się Nafion. Anoda zawiera jako katalizatory platynę i ruten. Ich zadaniem jest chemisorpcja metanolu (CH
3OH) i wody oraz elektrochemiczne pozbawienie ich elektronów. Platyna rozkłada metanol, a ruten cząsteczkę wody.
Elektrochemiczne reakcje zachodzące w ogniwie DMFC są następujące:
katoda: 1,5O
2 + 6H+
 + 6e−
 → 3H
2O
anoda: CH
3OH + H
2O → CO
2 + 6H+
 + 6e−

Etapy pracy ogniwa DMFC:
1. absorpcja 1½ cząsteczki tlenu na katodzie oraz cząsteczki metanolu i wody na anodzie
2. jonizacja 3 atomów tlenu na katodzie oraz rozkład metanolu i wody na anodzie
3. migracja 6 protonów przez elektrolit oraz jonów O2−
 i CO2+
 wzdłuż anody
4. rekombinacja jonów do 3 cząsteczek wody na katodzie i cząsteczki CO
2 na anodzie

Ogniwo zasilane bezpośrednio metanolem pracuje w temperaturze 90–120 °C.
Teoretycznie z 1 dm³ metanolu można uzyskać 5 kWh energii elektrycznej. Ponieważ jednak ogniwa te na początku XXI w. miały sprawność ok. 20–34%, więc pozwalały uzyskać 1,7 kWh/dm³.